# LaTeX

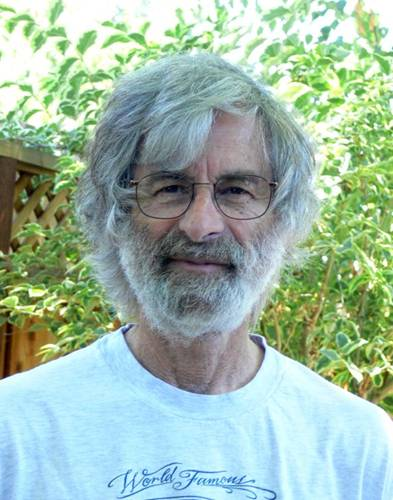
Leslie Lamport

A {\displaystyle \mathbf {L\!\!^{{}_{\scriptstyle A}}\!\!\!\!\!\;\;T\!_{\displaystyle E}\!X} } (ejtsd: [latehh]) egy TeX-en alapuló szövegformázó rendszer, amely kifejezetten alkalmas olyan elektronikus dokumentumok, szakdolgozatok, tudományos cikkek írására is, amelyek sok képletet tartalmaznak. A LaTeX alkotója Leslie Lamport.
A rendszer része egy nem túl bonyolult szövegjelölő nyelv, amely alapján a szöveget először ellátjuk a megjelenítési információkat hordozó utasításokkal. A jelöléssel ellátott szövegből azután egy fordítóprogram létrehozza a megjeleníthető dokumentumot. A megfelelő forráskódból könnyen létre tudunk hozni PS, HTML, PDF vagy DVI típusú kimeneteket.
A LaTeX több operációs rendszer alatt elérhető (DOS, Windows, Unix, Linux, OS/2). A MiKTeX a TeX / LaTeX ingyenes windowsos változata. A linuxos telepítőképeken általában rajta van a LaTeX (teTeX, illetve újabban TeX Live csomagok).

## Neve
A TeX és a LaTeX végén levő Χ karakter nem latin iksz betű, hanem nagy görög khí, amely a görög τέχνη (ejtsd: tehné, a magyar technika, ’művészet, mesterség’) szóban szerepel, s a magyar technika szó ch-jához hasonlóan ejtendő.

## Tipográfia
A mai szövegszerkesztők nagy tipográfiai tudással bírnak, amit a WYSIWYG rendszerű szövegszerkesztők általában elfednek, uniformizálnak. Ezek a programok már szerkesztés közben a dokumentum valódi kinézetét mutatják. Sokszor a felhasználói felületen keverten jelennek meg a szerzői és a tipográfusi parancsok, arra csábítva a felhasználót, hogy az utóbbiakat részesítse előnyben.
A LaTeX szétválasztja a szerző és a tipográfus feladatait. A szerző közli a szöveg részeinek szerepét, a LaTeX pedig automatikusan elvégzi a tipográfiai feladatok nagy részét. A szedést a TeX-hel végezteti el.

## Előnyei és hátrányai

### Előnyök
A LaTeX használata számos előnnyel jár (bár ezek nem mindig domborodnak ki a kezdő felhasználók számára):
- Hordozható, a szerkesztett fájlok egyszerű szövegek, a fordítóprogram pedig a megfelelő portolt változat használatával szinte bármilyen operációs rendszeren futtatható.
- Folyamatosan fejlődik, illetve a csomagkészlete gazdagodik. Ennek köszönhetően nagyon nehéz olyan problémát találni, amit a LaTeX nem kezel kimagaslóan.
- A kész dokumentum is hordozható formátumú (általában PDF), így minden rendszeren azonosan jelenik meg.
- Nem kell foglalkozni a dokumentum megjelenésével, azt a program automatikusan szabályozza, így minden energiánkat a dokumentum megírásába fektethetjük.
- A hivatkozások külső hivatkozásjegyzékre hivatkozva is betölthetőek.
- A dokumentum járulékos részeit automatikusan elrendezi, a tartalomjegyzék, ábrajegyzék, táblázatjegyzék, hivatkozások, tárgymutatók könnyen létrehozhatóak.
- Támogatja a kooperatív munkát, a dokumentum logikai egységekre bontható, és az azokra való hivatkozással összeállítható. Ez nagymérvű előny a közhasználatos szövegszerkesztőkkel szemben, és a tudományos szintű igényeket is kielégíti. Társszerzők esetén nem szükséges a teljes dokumentumot egyszerre kezelni, csak az adott szerzőhöz tartozó egységeket.
- Világosan elválik a dokumentum felépítése és tartalma. Ezt úgy kell elképzelni, hogy egy dokumentum két részből áll: egy preambulumból, ami a dokumentum általános beállításait vezérli, és a törzsszövegből, ami a dokumentum tartalma a formázási utasításokkal.
- A dokumentum tipográfiai minőségű lesz, gyakorlatilag azonnal nyomdába küldhető, azon a nyomdászoknak utómunkálatokat nem kell végezniük.

### Hátrányok
A LaTeX, mint általában minden eszköz, rendelkezik kevésbé hasznos, időnként egyenesen a használatát problémássá tevő jellemzőkkel is. Ezek egy része tapasztalt felhasználók számára elkerülhetőek, megszüntethetőek, vannak azonban olyanok is, amik egyszerűen a program természetéből adódóan léteznek.
- A program valójában egy leíró nyelv, amit meg kell tanulni a használatához (angolul értők számára persze a legtöbb parancs teljesen értelmes és logikus, így a dokumentum leírása számukra aránylag egyszerű).
- Kezdők számára sok energiát kell befektetni a rendszer kezdeti megértésébe, ez sokakat elriaszthat a használatától.
- A dokumentumot a megtekintéshez le kell fordítani. A szerző a szöveg írásakor nem a kész dokumentumot látja, ezért a munka néha körülményessé válhat. Természetesen sok gyakorlás után a LaTeX-dokumentumok egyes részleteit menet közben is magunk elé tudjuk képzelni.
- Sok alapvető képességet külső csomagokkal tudunk a törzsprogramhoz adni. Ilyen például a beépített grafikai eszközkészlet, ezt részben több külső csomag hivatott ellátni, amelyek használatát szintén meg kell tanulni.
- A program programozói szemlélettel készült és működik, így az átlagos felhasználónak néha nehézségei támadhatnak a használata során.
- A LaTeX-hez készült integrált szerkesztők működése erősen változó. Ezek leginkább a parancskiegészítés, parancskiemelés és fordítás műveleteit automatizálják. Félig-meddig kezdőknek készített szerkesztő a LyX, ami egyes gyakori utasításokat röptében fordít, így a szöveg megjelenése közelebb áll a kész dokumentuméhoz.

## Működése
|                                |          |                                                   | és |                                              |                              |                                       |
| Szerkeszthető LaTeX-forrásfájl | fordítás | Napló- avagy log-fájl (A fordítóprogram üzenetei) |    | Megtekinthető és nyomtatható DVI-fájl        | átalakítás PDF-fájllá        | Megtekinthető és nyomtatható PDF-fájl |
|                                |          |                                                   |    |                                              | átalakítás Postscript-fájllá |                                       |
|                                |          |                                                   |    |                                              |                              |                                       |
|                                |          |                                                   |    | Megtekinthető és nyomtatható Postscript-fájl |                              |                                       |

A kifejezetten nyomtatásra szánt PostScript formátum helyett a papírra és képernyőre egyaránt optimális PDF formátum lehetőségeit is implementálták a pdflatex-be. A pdflatex pelda.tex parancs hatására a teljes folyamat a kész PDF-ig automatizálható. Az eredeti LaTeX-DVI-dvips megoldáshoz képest néhány további lehetőség:
- kattintható külső és belső linkek készíthetők
- kattintható tartalomjegyzék készíthető
- a tartalomjegyzék könyvjelzősávként is működik
- az eps mellett gif, png, jpg, pdf formátumú képeket is fogad.

## Példa

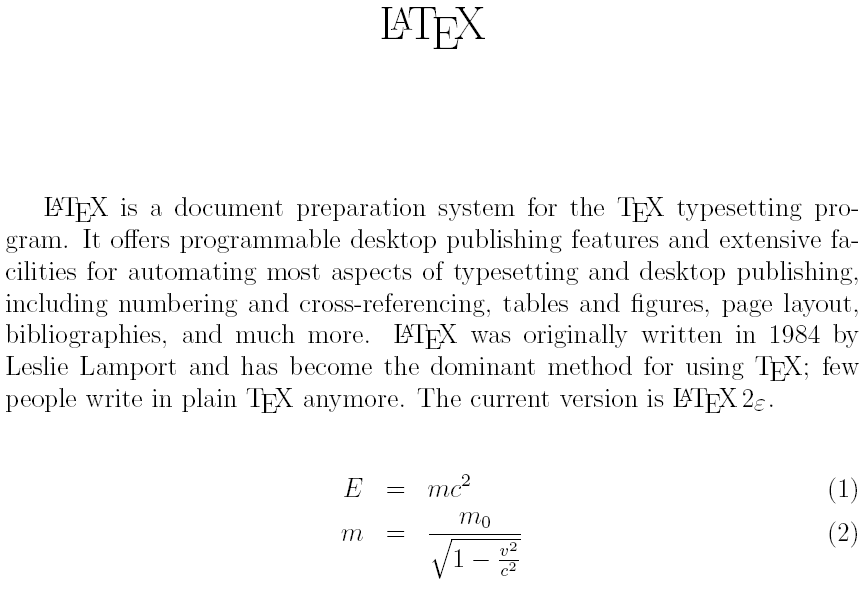

LaTeX-forrás:
```
\documentclass
[12pt]
{
article
}

\title
{
\LaTeX
}

\date
{}

\begin
{
document
}

\maketitle
 
\LaTeX
{}
 is a document preparation system for the 
\TeX
{}
 typesetting program. It offers programmable desktop publishing features and extensive facilities for automating most aspects of typesetting and desktop publishing, including numbering and cross-referencing, tables and figures, page layout, bibliographies, and much more. 
\LaTeX
{}
 was originally written in 1984 by Leslie Lamport and has become the dominant method for using 
\TeX
; few people write in plain 
\TeX
{}
 anymore. The current version is 
\LaTeXe
.

\newline

% This is a comment, it is not shown in the final output.

% The following shows a little of the typesetting power of LaTeX

\begin
{
eqnarray
}

E 
&
=
&
 mc
^
2 
\\

m 
&
=
&
 
\frac
{
m
_
0
}{
\sqrt
{
1-
\frac
{
v
^
2
}{
c
^
2
}}}

\end
{
eqnarray
}

\end
{
document
}

```

DVI-eredmény:

## Segédprogramok

### Vim
A Vim, mint nagy hatékonyságú szövegszerkesztő, kiválóan alkalmas a LaTeX-dokumentumok elkészítéséhez. Több Linux-disztribúció is tartalmaz egy direkt erre a célra készített kiegészítőkészletet (szintaxiskiemelés, behúzás stb.).

### Ghostview
A GhostView (a Windowson a GSview) egy Postscript (.ps) és PDF (.pdf) fájlok olvasására alkalmas program. A Ghostscripttel együtt az oldalak nyomtatásásra is alkalmas bármely elterjedtebb nyomtatón. A windowsos változatok nem élesen rajzolják ki a betűket, a LaTeX-ből készült fájlok esetén. Ezen segít a pslatex csomag (és hasznos lehet a times csomag is), illetve az, ha LaTeX helyett pdflatex-et futtatunk. Ez utóbbi rögtön PDF fájlt készít. A sima LaTeX a jpeg, eps ábrákat szereti, a pdflatex pedig a png, jpeg és pdf ábrákat.

### HTML készítéseLaTeX-szövegből
A latex2html program LaTeX-szövegekből ügyesen csinál HTML oldalakat. (Több vagy egy oldalt.)
A pandoc program is képes latex bemenetet fogadni, és azt HTML-be (illetve számos más formátumba) menteni.

### xfig
Az xfig egy egyszerű, de kellemes vektorgrafikus rajzoló program. A vele készült ábrák beilleszthetőek LaTeX/TeX dokumentumba. Az ábrák elmenthetőek vele LaTeX-utasításokként, PostScript (ps, eps), jpeg, png és sok egyéb formátumban. Kis ablak segít, hogy melyik egérgomb éppen most mire használható. Segítség nélkül, próbálgatással megtanulható.

### Kile
A KDE grafikus környezetben (mely Linux alatt könnyen, Windows alatt nehezebben telepíthető) elérhető a Kile nevű felhasználóbarát, nagy tudású LaTeX-szerkesztő program, mely nagyon jól testre szabható, és számtalan, a grafikus felületén keresztül elérhető funkcionalitásával jelentősen megkönnyíti a LaTeX-ben való szövegszerkesztést. Oldalsávjában az iromány szerkezetét mutatja (szakaszcímek, alcímek, bekezdéscímek), ezáltal könnyen áttekinthetővé teszi szerkesztés közben is a szöveget. Gombnyomásra futtatja a latex, dvips stb. konvertáló programokat, beágyazva tartalmazza a DVI, PS, PDF nézegetőt, helyesírás ellenőrzőt.

### Eclipse TeXlipse plug-in használatával
A nyílt forrású Eclipse fejlesztőkörnyezet, amely a TeXlipse plug-innal megfelelően kényelmes környezetet teremt LaTeX-dokumentumok szerkesztéséhez. Képes kiegészíteni és kiemelni a parancsokat, menüből teszi elérhetővé a gyakori és ritkább karaktereket, matematika jeleket, formázási parancsokat és természetesen gombnyomásra fordítja és jeleníti meg a dokumentumot.

### LyX
Ha valaki nem akar mélyebben belemerülni a LaTeX ismeretébe, ideális kompromisszumként használhatja LyX WYSIWYM szövegszerkesztővel, mely LaTeX segítségével állítja elő a kimenetet, és szerkesztés közben keverten használhatjuk a vizuális szerkesztőt és a LaTeX-parancsokat. A LyX-nek Linux, Windows NT/9x, OS2 és Mac OS X alatti változata is van.

### TeXShop
Mac OS X 

### TeXworks
Windows, GNU/Linux, Mac OS X 

### GnuPlot
A gnuplot függvényrajzoló programmal lehet a LaTeX-be beilleszthető grafikonokat készíteni. (Többek között .eps fájlokat készíthetünk vele.)

## BemutatókészítésLaTeX-hel
Könnyen készíthetünk bemutatókat LaTeX környezetben a Prosper vagy a Beamer csomaggal.